# Талант
Талант — високий рівень обдарованості, природний хист людини до певного виду діяльності; видатні природні здібності людини до діяльності в якійсь галузі та уміння, які розвиваються з набуттям навичок і досвіду. Талант обумовлює високий рівень розвитку спеціальних здібностей, які дають людині змогу успішно, самостійно й оригінально виконати певну складну діяльність. Така сукупність здібностей дає змогу одержати продукт діяльності, який вирізняється новизною, високим рівнем досконалості і суспільною значимістю. 
Перші ознаки таланту можуть виявитись вже в дитячому віці, разом з тим талант може проявитись і пізніше.  Талант може проявитися в різних сферах людської діяльності в галузях музики, літератури,  природничих наук, техніки, спорту, в організаторській і педагогічній діяльності, в різноманітних видах виробництва. 
Поєднання здібностей, які є основою таланту, в кожному випадку буває особливим, властивим тільки певній особистості. Про наявність таланту слід робити висновок за результатами діяльності людини, які мають вирізнятися принциповою новизною, оригінальністю підходу. 

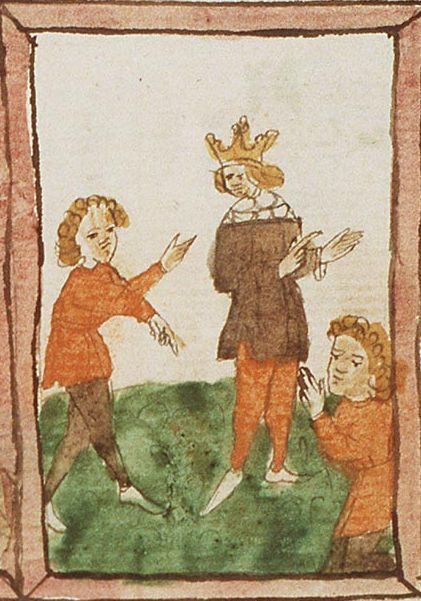
Притча про таланти

Слово походить від міри ваги «талант». З грецької і латинської мов, слово перекладається як «вага». У Новому Заповіті є «Притча про таланти», в якій йдеться про трьох рабів, яким господар подарував монету під назвою «талант». Один закопав свій талант у землю, другий розміняв його, а третій примножив.
Вирізняються певні типи таланту, якими володіють люди в певній мірі. На початку 1980-х років Говард Ґарднер написав книгу «Рамки розуму», в якій він визначив сім типів таланту, інтелекту:
- вербально-лінгвістичний (відповідає за здатність писати і читати, властивий журналістам, письменникам і юристам).
- цифровий (характерний для математиків, бухгалтерів, інженерів, програмістів).
- просторовий (властивий дизайнерам, архітекторам та художникам).
- фізичний (ним наділені спортсмени, танцівники, хореографи, - ці люди легше навчаються на практиці).
- особистісний (відповідає за те, як людина пізнає себе)
- міжособистісний (люди з цим талантом часто стають політиками,  бізнесменами, керівниками, адвокатами, психологами, акторами).
- талант природничий (успішні дресирувальники, агрономи, ветеринари, селекціонери, астрономи).